# 永野静雄
永野 静雄（ながの しずお、1850年11月18日（嘉永3年10月15日）- 1927年（昭和2年）4月1日）は、幕末の鹿島藩士、明治から昭和初期の官吏・実業家・政治家。衆議院議員。旧姓・愛野。

## 経歴
肥前国藤津郡、のちの佐賀県藤津郡南鹿島村（鹿島町を経て現鹿島市）で、鹿島藩士の愛野家に生まれる。鹿島藩校弘文館で学んだ。慶応2年（1866年）鹿島藩に副島種臣が逃れた際に原忠順の命を受け永田佐次郎と共に副島の警護に当たった。1877年（明治10年）東京の同人社を卒業した。
勧農局雇となり、その後、内務省取調局御用掛を務めた。1879年（明治12年）旧藩主鍋島直彬が沖縄県令として赴任した際に従い、沖縄県属となる。その後工部省属となり退官した。1887年（明治20年）3月、永野キヨの養子となり1897年（明治30年）3月、家督を相続した。
政界では徴兵参事員、所得税調査委員、佐賀県会議員、同常置委員、同副議長などを務めた。1904年（明治37年）3月、第9回衆議院議員総選挙で佐賀県郡部から憲政本党所属で出馬して落選。1909年（明治42年）7月、神崎東蔵の辞職に伴う第10回総選挙佐賀県郡部補欠選挙に出馬して当選し、中央倶楽部に所属し衆議院議員に1期在任した。
実業界では、鹿島銀行常務取締役、同頭取、佐賀県農工銀行創立委員、同取締役などを務めた。

## 親族
- 妻 永野チヨクリ（養父格一、養母キヨの五女）[1]
- 妹 深川コツル（9代深川栄左衛門の妻）[1]